# Antony and the Johnsons (album)
Antony and the Johnsons - album grupy Antony and the Johnsons wydany w 1998.

## Wydanie
Po raz pierwszy album został wydany w 1998 przez wydawnictwo Durtro Davida Tibeta w ramach formacji Current 93. Antony and the Johnsons zostało później ponownie wydany przez Secretly Canadian  w 2000 i 2004

## Spis treści
Wszystkie piosenki zostały napisane przez Antonego Hegarty`ego.
1. "Twilight" – 3:49
2. "Cripple and the Starfish" – 4:11
3. "Hitler in My Heart" – 3:32
4. "Atrocities" – 3:53
5. "River of Sorrow" – 4:03
6. "Rapture" – 3:57
7. "Deeper Than Love" – 4:40
8. "Divine" – 3:13
9. "Blue Angel" – 3:35